# Embrace of the Vampire
El abrazo del vampiro es una película de terror sobre vampiros de 1995. Una versión más gráfica sin calificación está también disponible en América del Norte. Fue filmada en Faribault, Minnesota, Estados Unidos. En 2013, un remake directo-a-vídeo fue lanzado por Anchor Bay Home Entertainment protagonizado por Sharon Hinnendael como Charlotte Wells con revisiones universalmente negativas.

## Argumento
Charlotte es una "casta" chica buena, quien tiene algunos sueños muy extraños relacionados con el sexo. Sus sueños son el único lugar donde su amante forma parte de la oscuridad, un encantador vampiro; aun así, eso es un dilema para su novio real, quien no es tan fascinante como el vampiro de sus sueños. Charlotte tiene que tomar la elección entre quedarse con su vida tal como la conoce, o convertirse en parte del mundo del vampiro. Esa elección también conlleva, a su vez, elegir entre la luz y la oscuridad, el bien y el mal. Al final, después de dar un breve beso a Milo y ser interrumpidos por Eliza, la chica promiscua del campus (la cual es asesinada por el vampiro) acaba teniendo un último sueño. En él, el vampiro le dice que se vaya con él. Después de algunas escenas soñando, finalmente, Charlotte está en la torre con el vampiro. Chris (su novio) está también allí, pero el vampiro lo empuja fuera, y está a punto de morderla cuando pronuncia el nombre de Chris; al principio le dice que no piense en Chris, sino en él como su pareja. Después de que Charlotte pronuncia el nombre de Chris otra vez, el vampiro le dice que no puede llevarla a la vida eterna, y desaparece. Charlotte y Chris despiertan por la mañana y se besan, y el vampiro es destruido tras exponerse a un rayo de sol.

## Reparto
- Alyssa Milano como Charlotte Wells.
- Martin Kemp como El Vampiro.
- Harold Pruett como Chris (acreditado como Harrison Pruett).
- Jordan Ladd como Eliza.
- Rachel True como Nicole.
- Charlotte Lewis como Sarah.
- Jennifer Tilly como Marika.
- Rebecca Ferratti como Princesa.
- Glori Gold como Ninfa I.
- Seana "Shawna" Ryan como Ninfa II.
- Sabrina Allen como Ninfa III.
- Robbin Julien como Rob.
- Christopher Utesch como chico en Hallway.
- David Portlock como Peter.
- Gregg Vance como Jonathan.
- John Riedlinger como Milo.
- Ladd Vance como Mark.
- Lynn Philip Seibel como El Profesor.